# Рогозное (Ровненская область)
Рогозное (укр. Рогізне) — село в Демидовской поселковой общине Дубенского района Ровненской области Украины.
До 2020 года входило в Демидовский район.
Население по переписи 2001 года составляло 743 человека (329 женщин, 386 мужчин). Почтовый индекс — 35222. Телефонный код — 3637. Код КОАТУУ — 5621484503.
Село расположено на равнинной территории, на запад от Повчанской возвышенности. У восточной окраины села протекает река Жабычи, с ней сообщены два става, расположенные в центральной части села. Экологически природа населенного пункта довольно чистая, промышленные предприятия отсутствуют. Практически все работоспособные жители задеяны в сельском хозяйстве, довольно высокий уровень безработицы.
В селе действует начальная школа, дошкольное учебное заведение «Первоцвит», дом культуры с библиотекой и залом на 300 человек, почтовое отделение. Торговая сеть состоит из троих магазинов (продукты, промышленные товары), небольшой бар. Работает фельдшерско-акушерский пункт. В 2011—2012 гг. восстановлено уличное освещение во всем селе. Ок. 60 % протяженности улиц асфальтировано, остальные — брусчатка.
Общественный транспорт — автобус, регулярное сообщение с райцентром, Ровно, близлежащими городами.

## Известные уроженцы
- Галуза, Павел Яковлевич (1911—1943) — советский военачальник, майор.